# 安瓦尔·哈利姆
安瓦尔·哈利姆（1964年4月24日—），印度外交官，原印度駐約旦大使。

## 經歷
安瓦尔·哈利姆生於北方邦勒克瑙，在當地完成了初期学业，并从勒克瑙大学获得了学士和硕士学位。此外，他还拥有贾瓦哈拉尔·尼赫鲁大学国际研究专业的硕士学位，并在贾瓦哈拉尔·尼赫鲁大学国际研究学院的裁军部門获得了哲學碩士学位。他完成了金融专业的工商管理硕士学位以及法学学士学位，還曾代表印度参加华盛顿国家国防大学的活动。
作为一名职业外交官，哈利姆于1991年加入印度外事服務部，以阿拉伯語作爲外語。他的早期派驻地点包括开罗（1993年至1995年）、阿联酋（1995年至1999年）和吉达（1999年至2002年），之后他先後在印度外交部担任处长、副司长，负责斯里兰卡、拉丁美洲、南亚区域合作联盟和海湾事务。在新德里担任外交部联秘期间，他被派往印度文化关系委员会担任副总干事（2010年至2014年），还负责印度世界事务委员会的数字化工作，随后担任新德里国家国防学院的高级指导员（外交事务）。2019年4月，他被提升为印度政府的辅秘，并被任命为印度驻约旦哈希姆王国大使。哈利姆於8月1日就任。2024年3月29日，印度政府任命時任印度駐葡萄牙大使趙志恆爲下一任印度駐約旦大使。